# Agrotis sabulosa
Agrotis sabulosa là một loài bướm đêm trong họ Noctuidae.